# Селигер
Селигѐр (Осташковско) е сладководно езеро в Европейската част на Русия, Тверска и Новгородска област. С площ от 212 km² е най-голямото езеро в Тверска област, 2-рото по големина в Новгородска област след Илмен и 59-о по големина в Русия.
Езерото Селигер е разположено в централната част на Източноевропейската равнина, на Валдайските възвишения, в северозападната част на Тверска област и югоизточната част на Новгородска област, на 205 m н.в. То е най-голямото естествено езеро в централната част на Европейска Русия.
Езерото Селигер е с ледников произход, разположено в понижение между останалите от последното Валдайско заледяване моренни валове. За ледниковия му произход говори и неговата своеобразна форма – то не е единен водоем, а върволица от езера на протежение от север на юг на повече от 100 km и свързани помежду си с къси и тесни протоци. В езерната му система влизат 24 обособени водни басейна (езера) със свои собствени названия. Най-големи са басейните: Полновски, Осташковски, Кравотински, Селижаровски, Троицки, Сосницки, Нижнекотицки и Березовски. Отделни изолирани водни басейни носят самостоятелни имена: езерата Вясцо, Величко, Серамо, Дълбоко, Дълго, Свято, Сватица и др. Най-обширен и най-дълбок е Полновския басейн, разположен в най-северната част на езерната система, на тероторията на Новгородска област. Неговият северен край е плитък (до 5 m), но в средата дълбочината достига до 24 m (най-дълбокото място в цялата езерна система Селигер).
То има изключително разчленена брегова линия с дължина над 500 km. Бреговете му са ниски, на места пясъчни, с много естествени плажове, а тук-таме се срещат и по-високи брегове, обрасли с бор и ела. В цялата езерна система има 160 острова – от много малки (няколко квадратни метра), до най-големия Хачин с площ от 35 km2. Площта на езерното огледало е 212 km2, а заедно с островите – 250 km2. Обем 1,23 km3.
Водосборният басейн на езерото Селигер е 2310 km2. В него се вливат 110 малки реки и ручеи, като най-големи от тях са: Крапивенка, Сорога и Серемуха. От крайната му южна част, при село Нижние Котици изтича река Селижаровка (36 km), ляв приток на Волга, вливаща се в Каспийско море.
Езерото Селигер замръзва в края на ноември или началото на декември, а се размразява в края на април. През лятото температурата на водата бързо се повишава и още през юни достига до 20 °C, а през юли и първата половина на август – 25 °C. Водата е прясна, слабо минерализирана с прозрачност до 5 m.

По бреговете на езерната система Селигер са разположени град Осташков и 62 села. На остров Столобни се намира манастира Нилов, основан в чест на Св. Нил Столобенски.

## Топографски карти
- Лист от карта O-36-90.
- Лист от карта O-36-91.
- Лист от карта O-36-102.
- Лист от карта O-36-103.